# Brian Edwards
För andra betydelser, se Brian Edwards (olika betydelser).
Brian Edwards, född 6 oktober 1984 i Summit, New Jersey, är en amerikansk före detta fotbollsmålvakt. Hans sista klubb blev Degerfors IF där han spelade 2011 och 2012. Edwards representerade även flera olika lag i amerikanska Major League Soccer under sin karriär. Den 3 mars 2013 meddelade han att karriären var över. Motiveringen var att han ville vara närmare sin familj och sina vänner i USA.
Edwards ingår numer inom tränarstaben för Carolina Rapids.